# VN-conferentie inzake Duurzame Ontwikkeling
De VN-conferentie inzake Duurzame Ontwikkeling (UNCSD, naar United Nations Conference on Sustainable Development), ook gekend als de Rio-conferentie 2012, Rio +20 of de Top van de Aarde 2012, was een grote conferentie van de Verenigde Naties in Rio de Janeiro, Brazilië, van 13 tot 22 juni 2012, rond duurzame ontwikkeling. De bedoeling was om economische en milieudoelstellingen op elkaar af te stemmen. Rio +20 was de derde VN-top rond dit onderwerp, na de VN-conferentie inzake Milieu en Ontwikkeling in 1992, ook in Rio de Janeiro, en een VN-top in Johannesburg in 2002.
De grote top duurde tien dagen, telde vertegenwoordigers van 192 VN-lidstaten en verwelkomde ook 57 staatshoofden en 31 regeringsleiders. Daarnaast namen ook nog vele privébedrijven, ngo's en andere belangengroepen deel.
De conferentie vond plaats op tien verschillende locaties in de stad Rio de Janeiro, waaronder Riocentro en het Museu de Arte Moderna.

## Achtergrond
In 1992 werd voor de eerste keer een top georganiseerd rond duurzame ontwikkeling, de VN-conferentie inzake Milieu en Ontwikkeling. Deze topontmoeting slaagde erin om het publieke debat rond de opwarming van de aarde te starten, onder meer dankzij de aanwezigheid van 106 staatshoofden en regeringsleiders, onder wie Jean-Luc Dehaene en Ruud Lubbers.

## Doelstellingen
De Rio-conferentie 2012 had drie doelen:
- De politieke wil om in te zetten op duurzame ontwikkeling versterken.
- De problemen met de vorige doelstellingen en de implementatie ervan bekijken en oplossen.
- Zich richten op nieuwe uitdagingen.

De officiële discussies verliepen aan de hand van twee grote thema's:
- Hoe kunnen we met een groene economie en duurzamen ontwikkeling mensen uit de armoede halen, en hoe moet de steun aan ontwikkelingslanden dan verleend worden om hen op een groen ontwikkelingspad te brengen?
- Hoe kan de internationale coördinatie van duurzame ontwikkeling versterkt worden, welk institutioneel kader kan daar het best toe dienen?

## Deelnemers
Enkele belangrijke leiders, onder meer Barack Obama, Angela Merkel en David Cameron besloten om niet deel te nemen aan de top. Ze gaven de Europese staatsschuldencrisis op als reden, maar critici stellen dat hun afwezigheid tekenend is voor de afwezigheid van duurzame ontwikkeling in hun beleid. Ook Mark Rutte was niet aanwezig, hij liet zich vervangen door minister Uri Rosenthal. Belgisch premier Elio Di Rupo nam wel deel aan de top.
Wel aanwezig waren onder meer:
- Antigua en Barbuda - Baldwin Spencer[7]

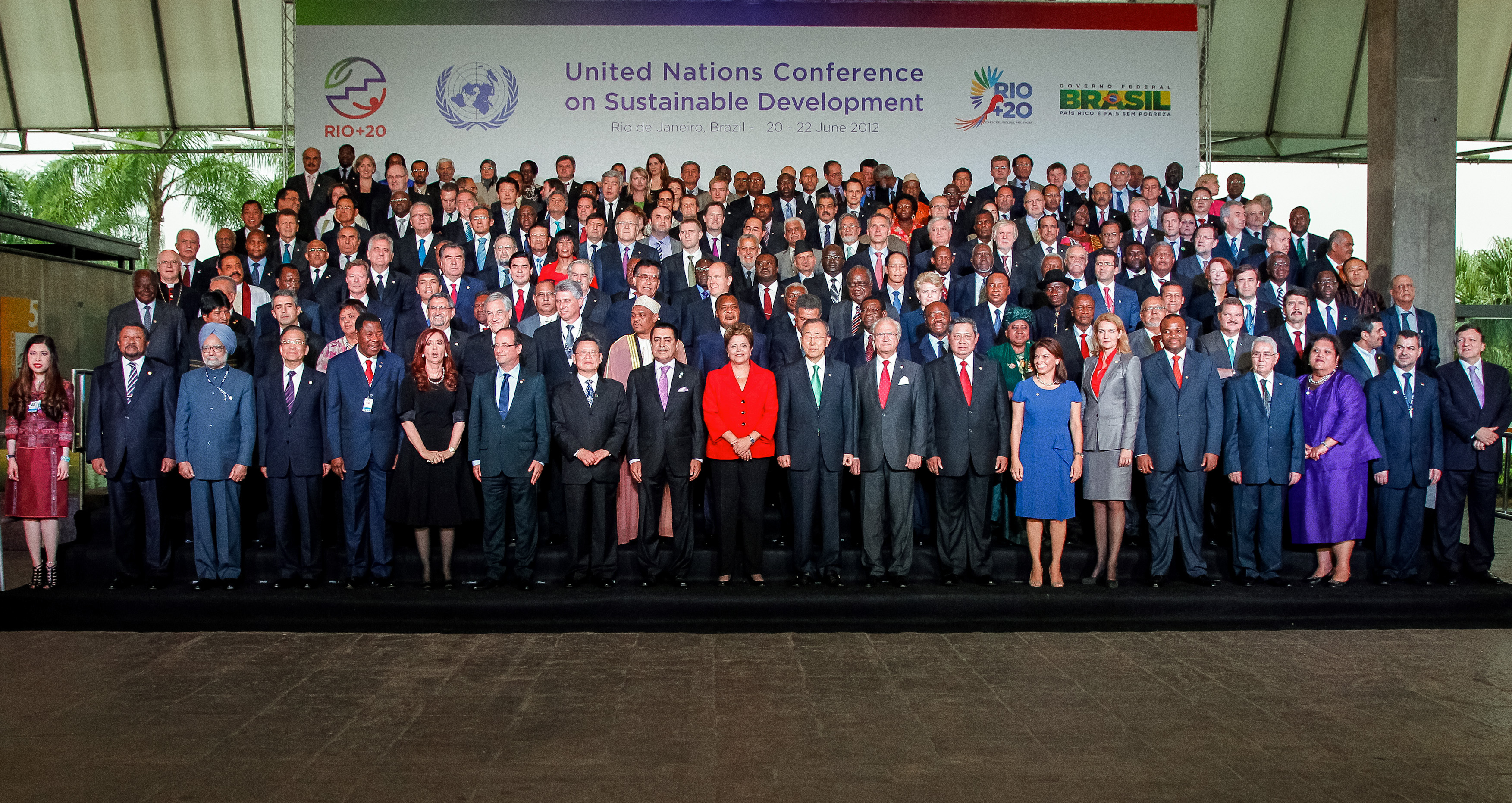
Staatshoofden en regeringsleiders in Rio+20

- Argentinië - Cristina Fernández de Kirchner[8]
- Australië – Julia Gillard[9]
- België - Elio Di Rupo[6]
- Bolivia – Evo Morales[10]
- Brazilië – Dilma Rousseff[10]
- Bulgarije – Rosen Plevneliev
- China - Wen Jiabao[11]
- Costa Rica - Laura Chinchilla[9]
- Denemarken - Helle Thorning-Schmidt[9]
- Ecuador - Rafael Correa[12]
- Frankrijk - François Hollande[13]
- Grenada - Tillman Thomas[14]
- Haïti - Michel Martelly[15]
- India - Manmohan Singh[11]
- Indonesië - Susilo Bambang Yudhoyono[14]
- Iran - Mahmoud Ahmadinejad[9]
- Nepal - Baburam Bhattarai[16]
- Nigeria - Goodluck Jonathan[17]
- Noorwegen - Jens Stoltenberg[18]
- Portugal - Pedro Passos Coelho[19]
- Rusland – Dmitri Medvedev[10]
- Spanje - Mariano Rajoy[20]
- Sri Lanka - Mahinda Rajapaksa[21]
- Turkmenistan – Gurbanguly Berdimuhamedow
- Uruguay - José Mujica[12]
- Zimbabwe - Robert Mugabe[20]
- Zuid-Afrika - Jacob Zuma[22]
- Zuid-Korea - Lee Myung-bak[23]
- Zweden - Fredrik Reinfeldt[24]
- Europese Unie - José Manuel Barroso
- Verenigde Naties - Ban Ki-moon

## Verloop
Al in de maanden voor het begin van de conferentie werden door de onderhandelaars in het hoofdkwartier van de Verenigde Naties in New York onderhandeld. Twee weken voor het begin van de conferentie werd een consensus bereikt over de precieze formulering van een eventueel akkoord.
Rio+20 was de grootste VN-top ooit, met 15.000 soldaten en politiemensen die in totaal meer dan 45.000 deelnemers moesten beveiligen. Naast de VN-conferentie waren er ook 500 parallelle evenementen, van tentoonstellingen over presentaties tot infosessies. Ook werden meer dan 50.000 demonstranten geteld, die soms naakt protesteerden.
De conferentie had als startpunt de Agenda 21, het einddocument van de VN-conferentie inzake Milieu en Ontwikkeling in 1992. De bedoeling was om in Rio+20 te zoeken naar een consensus over hoe de globale milieuagenda voor de komende 20 jaar er ging uitzien. Men wou de afspraken die op eerdere toppen gemaakt waren bevestigen en er zouden ook nieuwe doelstellingen worden geformuleerd, bijvoorbeeld rond voedsel- en energievoorziening voor de armsten.

## Resultaten
Het belangrijkste resultaat van de top was een niet-bindend en 49 pagina's tellend document, The Future We Want. Met dit document verbinden de leiders van 192 landen zich ertoe om van duurzame ontwikkeling een prioriteit te maken. Over het algemeen is het document een bevestiging van de Agenda 21 uit 1992.
Wel werd de afspraak gemaakt om te streven naar meetbare doelstellingen, ofwel de Duurzameontwikkelingsdoelstellingen. Het is de bedoeling dat deze de opvolger zullen worden van de Millenniumdoelstellingen en dat ze ook de kritiek op deze laatste zullen kunnen weerleggen. Verder gingen de staten akkoord om een nieuwe formule te bedenken om welvaart te meten die ook sociale en milieu-factoren in rekening breng. De oude wijze, met het Bruto binnenlands product, zou dit onvoldoende doen. Ook werd afgesproken om een fundamentele wijziging door te voeren in de manier waarop we produceren en consumeren. De EU wil hier het verst gaan, door belastingen op arbeid te vervangen door milieubelastingen. Tot slot werd afgesproken om de subsidies voor fossiele brandstoffen terug te dringen.

## Demonstratie
Tienduizenden activisten waren naar Rio de Janeiro afgezakt om te protesteren, onder wie ook enkele afgevaardigden van de inheemse volkeren in het Amazonewoud. Zij zien de ontbossing als een grote dreiging voor hun voortbestaan. Ook onder meer Greenpeace en het WNF waren aanwezig. Vooral de Braziliaanse presidente Dilma Rousseff was kop van jut, omdat zij te veel de kant zou kiezen van het westerse bedrijfsleven. Ze zou zich te veel richten op het verder industrialiseren van de Braziliaanse economie en te weinig rekening houden met de bevolking.